# Hylocomium schreberi
Hylocomium schreberi là một loài Rêu trong họ Hylocomiaceae. Loài này được (Willd. ex Brid.) De Not. mô tả khoa học đầu tiên năm 1867.